# Magnolia pallescens
Magnolia pallescens là một loài thực vật có hoa trong họ Magnoliaceae. Loài này được Urb. & Ekman mô tả khoa học đầu tiên năm 1931.